# Thilo Krasmann
Thilo Krasmann (Bremen, 16 de Abril de 1933 — Portimão, 11 de Março de 2004) foi um orquestrador português de origem alemã. Além de músico também foi produtor de televisão. Como arranjador recebeu Prémio Bordalo (1970), na categoria "Música Ligeira".

## Biografia
Thilo Krasmann nasceu em 16 de Abril de 1933, em Bremen, na Alemanha.
Acordeonista e diplomado como professor de música, veio para Portugal em 1957, juntamente com Siegfried Sugg. Em Lisboa começou por dar aulas de acordeão na Casa Gouveia Machado. Foi professor de Raul Mendes, um dos elementos do Trio Harmonia e Mendes Harmónica Trio.
Em 1962 fundou a Thilo's Combo que lançou vários discos e colaborou em discos de nomes tão diversos como Duo Ouro Negro, Paula Ribas ou Simone de Oliveira.
Na RTP foi um dos participantes do conhecido programa Zip-Zip (1969) de Fialho Gouveia, Carlos Cruz e Raul Solnado.
Thilo Krassmann recebeu Prémio Bordalo (1970), ou Prémio da Imprensa na categoria "Música Ligeira", enquanto "arranjador, pelo conjunto de orquestrações realizadas e considerando também o seu contributo para uma valorização da música ligeira portuguesa". A  Casa da Imprensa, distinguiu ainda, nesta edição de 1971 e nesta categoria, a cantora Teresa Paula Brito, o cantor Paulo Carvalho, o instrumentista Vítor Santos, Rui Mingas (Prémio Especial) e José Afonso como autor de música e de letra disco Traz Outro Amigo também.
Thilo Krasman também deixou a sua marca no Teatro de Revista, sobretudo na década de 1970, sendo responsável pela autoria musical de peças como Uma no Cravo, Outra na Ditadura (1974), P'ra Trás Mija a Burra (1975), Afinal como É? (1975), Ó da Quarda! (1977) ou Põe-te na Bicha (1978)
Foi o orquestrador de várias canções que representaram Portugal no Festival Eurovisão da Canção, nomeadamente nos anos de 1976, 1978 e 1979. Foi ainda um dos autores de "Have A Smile On Your Face" de Carlos do Carmo.
Foi o orquestrador de várias canções que representaram Portugal no Festival OTI da Canção, nos anos de 1977, 1986, 1989, 1990, 1991, 1993 e 1994.
Em finais da década de 1970 fundou, juntamente com Vítor Mamede, a empresa Edipim, empresa de produção de produtos televisivos que produziria a primeira telenovela portuguesa Vila Faia.
Em 1993 Thilo Krassman, enquanto cidadão alemão, foi feito Comendador da Ordem do Mérito portuguesa, a 9 de junho.
Regressou ao Festival da Eurovisão em 1994, 1995 e em  1997 sendo, neste último, o autor da música com que Célia Lawson representou Portugal.
Thilo Krasmann morreu em 11 de Março de 2004 no Hospital de Portimão.
Raul Solnado (em declarações à Agência Lusa) considerou que Krasmann “é o pai da música portuguesa nova”, salientando que “as influências que trouxe da Alemanha foram definitivas para a evolução da música” no nosso país.
Na Abrunheira, local onde foram erigidos os estúdios da Edipim existe uma rua com o seu nome.